# 沼菊
沼菊（学名：Enydra fluctuans）是菊科沼菊属的植物。分布于澳大利亚、印度尼西亚、泰国、印度、中南半岛、马来西亚以及中国大陆的云南、广东等地，生长于海拔600米的地区，多生长于湿地或溪流边，目前尚未由人工引种栽培。